# Conségudes
 Conségudes  es una población y comuna francesa, en la región de Provenza-Alpes-Costa Azul, en el departamento de Alpes Marítimos, en el distrito de Grasse y en el cantón de Coursegoules.

## Demografía
| 96 | 91 | 64 | 59 | 57 | 63 |
| Para los censos de 1962 a 1999 la población legal corresponde a la población sin duplicidades (Fuente: INSEE [Consultar]) |    |    |    |    |    |